# Lejeunea acuta
Lejeunea acuta là một loài Rêu trong họ Lejeuneaceae. Loài này được Mitt. mô tả khoa học đầu tiên năm 1863.